# 2022年亚洲运动会申办过程
2015年8月，中华人民共和国浙江省杭州市正式申办2022年亚洲运动会，成为该届亚洲运动会的唯一正式申办城市。2015年9月16日，在土库曼斯坦阿什哈巴德举行的第34届亚奥理事会大会上，亚奥理事会主席艾哈迈德亲王公布了申办结果。
杭州申亚代表团由国家体育总局局长、中國奧林匹克委員會主席刘鹏、浙江省副省长郑继伟、杭州市长张鸿铭为主要负责人，游泳奥运冠军罗雪娟、阿里巴巴集团总裁金建杭等为成员，申办理念为“绿色、智能、节俭文明”。

## 主办城市
| 城市   | 奥委会 | 第一轮   |
| 杭州市 | 中国   | 一致通过 |

## 候选城市
| 城市 | 国家 | 奥委会                    | 结果 |
| 杭州市 | 中國 | 中国奥林匹克委员会（COC） | 获胜 |
| --- | ---- | ------------------------- | ---- |
| 在北京2022年冬奥会申办成功后，中国奥委会于2015年8月18日正式启动亚运会申办工作。浙江省省会杭州市是唯一的申办城市。这是继1990年的北京和2010年的广州之后，中国城市第三次获得亚运会主办权。 |      |                           |      |

## 曾有明确申办计划的地区
- 香港特別行政區：香港曾申办2006年亚运会，但最终计划失败；2009年，香港举办第五届东亚运动会，首次拥有了举办大型综合运动会的经验。2010年9月21日，民政事務局局長曾德成公布香港申辦2022年亞運的諮詢文件，估计总开支达446亿港元，其中137至145亿为直接成本，而亞運比賽最多35個項目，包括28個奧運會項目及7個非奧運會項目[4]。諮詢期開始不出一個月，就隨即引來社會巨大的反對聲音。尽管特区政府在11月初决定削减一半以上的直接预算并开展大量的宣传活动，仍有57%的民众表示反对，而支持率为30%左右[5]。在2011年1月14日的立法會財務委員會審議中，香港立法會以40對14票的大比數否決了撥款申請，政府的申亞計劃最終失敗。[6]
- 泰國清迈：泰国希望能在2022年举办亚运会。但由于迟迟没有获得申办信息和内阁的批准，泰国错过了提交申办信息的机会。尽管泰國國家奧林匹克委員會提出将提交申办资料的时间从2015年8月5日推迟到2015年9月9日，但奥委会拒绝了泰国的提议。[7]
- 中国深圳- 香港：2012年，深圳市人民政府呼吁香港特別行政區政府由双方联合申办2022年亚运会，深圳市成功举办2011年大學生運動會后有现成的大运场馆、设施，可大大降低双方联合举办成本，并且此种方案也将推动深港经济一体化进程，香港行政長官梁振英曾表示将会考虑深圳市政府的建议。